# Maria Maximilianovna de Leuchtenberg
Maria Maximilianovna de Leuchtenberg (em russo:  Мария Максимилиановна герцогиня Лейхтенбергская), também conhecida como Maria Romanovskaja ou Marie Maximiliane (São Petesburgo, 16 de outubro de 1841 - São Petesburgo, 16 de fevereiro de 1914), foi uma princesa russa.

## Família e Primeiros Anos

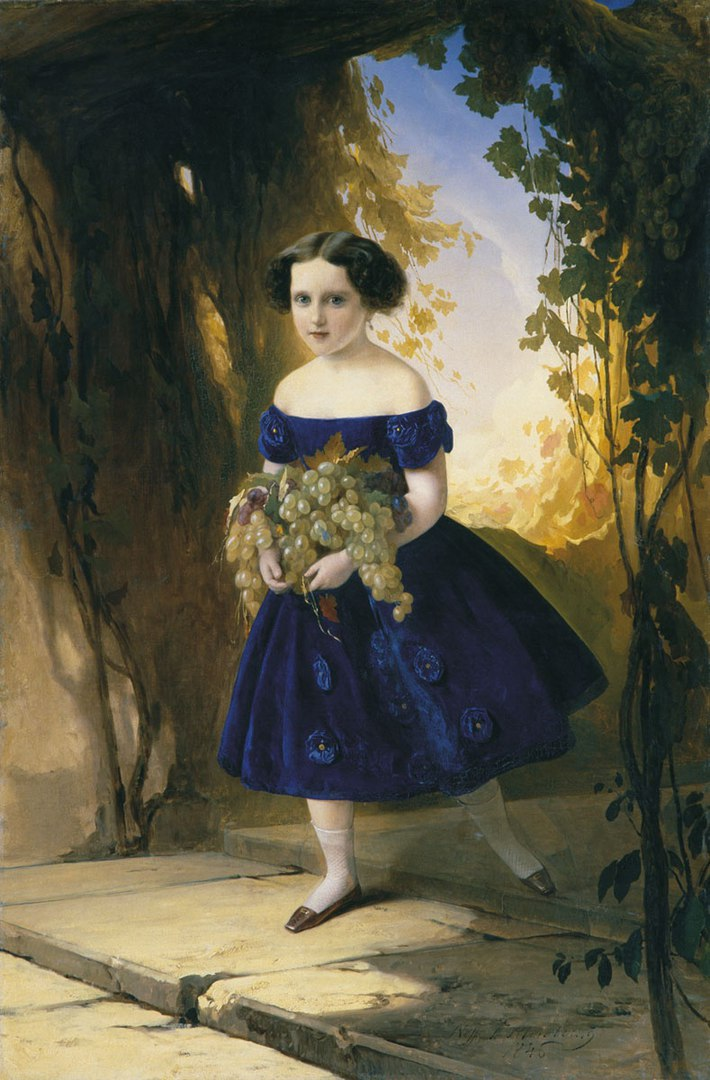
Maria, em criança
Por Carl Timoleon von Neff, 1850

O pai de Maria era Maximiliano de Beauharnais, 3.º duque de Leuchtenberg, e durante uma viagem que realizou a São Petersburgo tinha conquistado a mão da grã-duquesa Maria Nikolaevna da Rússia, filha mais velha do czar Nicolau I. Maximiliano recebeu então o tratamento de Sua Alteza Imperial e o título de príncipe Romanowsky.
Como filha de uma grã-duquesa russa, Maria (chamada de "Marusya") e os seus irmãos (Nicolau, Eugénio, Eugénia, Sérgio e Jorge) foram sempre tratados como grão-duques e grã-duquesas, com o tratamento de Altezas Imperiais. Dois anos depois da morte do seu pai em 1852, a sua mãe casou-se morganáticamente com o conde Grigori Stroganov em 1854. Como a união foi mantida em segredo do czar Nicolau I e o tio de Maria, o futuro czar Alexandre II, não podia permiti-la, preferindo fingir que não sabia da sua existência, a grã-duquesa Maria foi forçada a abandonar o país, exilando-se no extrangeiro. Contudo, Alexandre sentiu compaixão pela sua irmã e passou a cuidar dos filhos dela com uma atenção redobrada, já que eles foram deixados em São Petersburgo sem a mãe.

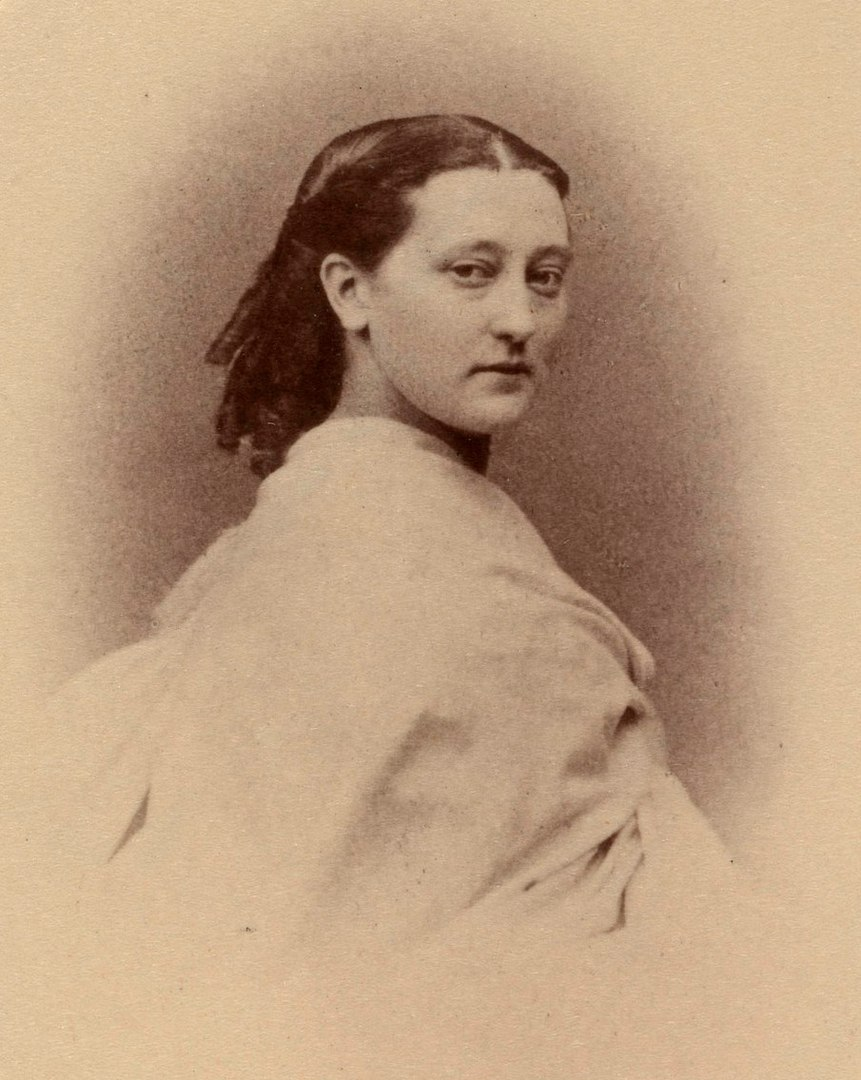
Maria em 1862

### Tentativa de assassinato em 1866
A 4 de abril de 1866, Maria e o irmão Nicolau estavam a acompanhar o seu tio Alexandre num passeio em São Petersburgo quando ocorreu uma tentativa de assassinato. Alexandre tinha parado para vestir um sobretudo antes de entrar na carruagem quando um homem lhe apontou uma pistola e foi a reacção rápida de um homem chamado Komissaroff, que afastou a mão do atirador, que salvou a vida do imperador.

## Casamento e descendência
Maria teve vários pretendentes, incluindo Pyotr Andreyevich Shuvalov, um amigo do seu tio, que foi fortemente repreendido por tentar cortejá-la.
Acabaria por casar-se com o príncipe Guilherme de Baden no dia 11 de fevereiro de 1863 em São Petersburgo, no Império Russo. Quando soube do casamento, o presidente dos Estados Unidos da América, Abraham Lincoln, enviou uma carta ao irmão mais velho de Guilherme, o grão-duque Frederico I de Baden, onde dizia: "Participo da satisfação que este feliz evento proporcionou e rogo que Vossa Alteza Real aceite as minhas mais sinceras felicitações pela ocasião juntamente com a garantia da minha mais elevada estima."
O casal teve dois filhos:
- Maria de Baden (26 de julho de 1865 - 29 de novembro de 1939), casada com o príncipe Frederico II de Anhalt-Dessau; sem descendência.
- Maximiliano de Baden (10 de julho de 1867 - 6 de novembro de 1929), último chanceler do Império Alemão; casado com a princesa Maria Luísa de Hanôver; com descendência.

## Últimos Anos
Depois do seu casamento, Maria passou a maioria da sua vida na Alemanha, visitando a Rússia muito raramente. Recém-casada, Maria começou imediatamente a levar a cabo os seus deveres que incluíram representar uma parente do marido, a grã-duquesa Luísa de Baden, no baptizado da filha do príncipe de Leiningen.
Durante a Guerra Franco-Prussiana, o seu marido Guilherme prestou serviço militar sob o comando do kaiser Guilherme I. No dia 29 de julho de 1870, Maria e o marido foram hóspedes do príncipe-herdeiro Frederico e, segundo a autobiografia do príncipe, "distrairam-nos por algum tempo das ansiedades do presente".
O príncipe Guilherme morreu a 27 de abril de 1897. Após a sua morte, Maria criou uma nova organização chamada a Associação Alemã Contra a Imoralidade. O seu objectivo era acabar com "os vícios nas classes altas". Maria, com a ajuda da grã-duquesa Leonor de Hesse e a rainha Carlota de Württemberg, juntou fundos para produzir panfletos que tinham como objectivo persuadir figuras reais masculinas e femininas de que o seu papel na sociedade significava que deveriam ser um exemplo de moralidade. Também enviaram cartas à família e amigos a pedir-lhes para se "afastarem de toda a imoralidade" durante um ano.
A princesa Maria foi viúva até à sua morte no dia 16 de fevereiro de 1914 em São Petersburgo.